# سعوديون
السعوديون هم مواطنو السعودية، يتألفون بشكلٍ رئيس من العرب السكان الأصليين لجزيرة العرب ويعيشون في المناطق السعودية التاريخية الخمس: نجد والحجاز وعسير وتهامة والبحرين وهي المناطق التي قامت عليها المملكة العربية السعودية أو كما تُعرف سابقاً بالدولة السعودية الثالثة في شبه الجزيرة العربية.
يتحدث السعوديون بلهجاتٍ مُختلفة وهي لهجات شبه الجزيرة العربية الأصلية؛ في غرب السعودية الحجازية، وفي وسط السعودية النجدية، وفي جنوب وغرب السعودية الجنوبية والتهامية ولهجة تهامة عسير وفي شمال السعودية الشمالية وأما في شرق السعودية؛ الحساوية والقطيفية، والخليجية.
وفقًا لتعداد السعودية 2022، بلغ عدد المواطنين السعوديين 18,792,262 نسمة، أي ما يعادل 58.4% من إجمالي السكان.

## الفحوصات الجينية
الفحوصات الجينية لكروموسوم Y لمجموعاتٍ مختارة من السعوديين أظهرت أن 42% منهم يتشاركون المجموعة الفردانية J1، و14% يتشاركون المجموعة الفردانية J2، و8% يتشاركون E1-M2، و7% يتشاركون R1-M17، و5% يتشاركون T-M184.

## الجنسية السعودية
حسب نظام الجنسية السعودية الصادر في 29 أغسطس 1954 تنص المادة الرابعة على:«السعوديون هم: (أ) من كانت تابعيته من عام 1332 هجرية الموافق 1914م من سكان أراضي المملكة العربية السعودية الأصليين.(ب) الرعايا العثمانيون المولودون في أراضي المملكة العربية السعودية أو المقيمون فيها عام 1332هـ 1914م الذين حافظوا على إقامتهم في تلك الأراضي إلى 22 / 3 / 1345هـ ولم يكتسبوا جنسية أجنبية قبل هذا التاريخ. (ج) من كان من غير الرعايا العثمانيين مقيما في أراضي المملكة العربية السعودية عام 1332هـ 1914م وحافظ على إقامته فيها إلى 22 / 3 / 1345هـ ولم يكتسب جنسية أجنبية قبل هذا التاريخ.»
كما تنص المادة السابعة منه على: «يكون سعوديًًا من ولد داخل المملكة العربية السعودية أو خارجها لأب سعودي، أو لأم سعودية، وأب مجهول الجنسية أو لا جنسية له أو ولد داخل المملكة لأبوين مجهولين، ويعتبر اللقيط في المملكة مولودًا فيها ما لم يثبت العكس.»

## الإحصاء حسب المناطق
يختلف عدد السعوديين من منطقة لأخرى، حيث يبلغ تعدادهم في كل منطقة كالتالي (حسب تعداد 2022م/1443هـ):
1. منطقة الرياض: 4,439,210 نسمة.
2. منطقة مكة المكرمة: 4,153,723 نسمة.
3. المنطقة الشرقية: 2,949,854 نسمة.
4. منطقة عسير: 1,444,688 نسمة.
5. منطقة المدينة المنورة: 1,352,146 نسمة.
6. منطقة جازان: 1,002,779 نسمة.
7. منطقة القصيم: 926,490 نسمة.
8. منطقة تبوك: 637,601 نسمة.
9. منطقة حائل: 527,885 نسمة.
10. منطقة الجوف: 440,264 نسمة.
11. منطقة نجران: 394,976 نسمة.
12. منطقة الحدود الشمالية: 271,358 نسمة.
13. منطقة الباحة: 251,288 نسمة.

## المجتمع

### الدين

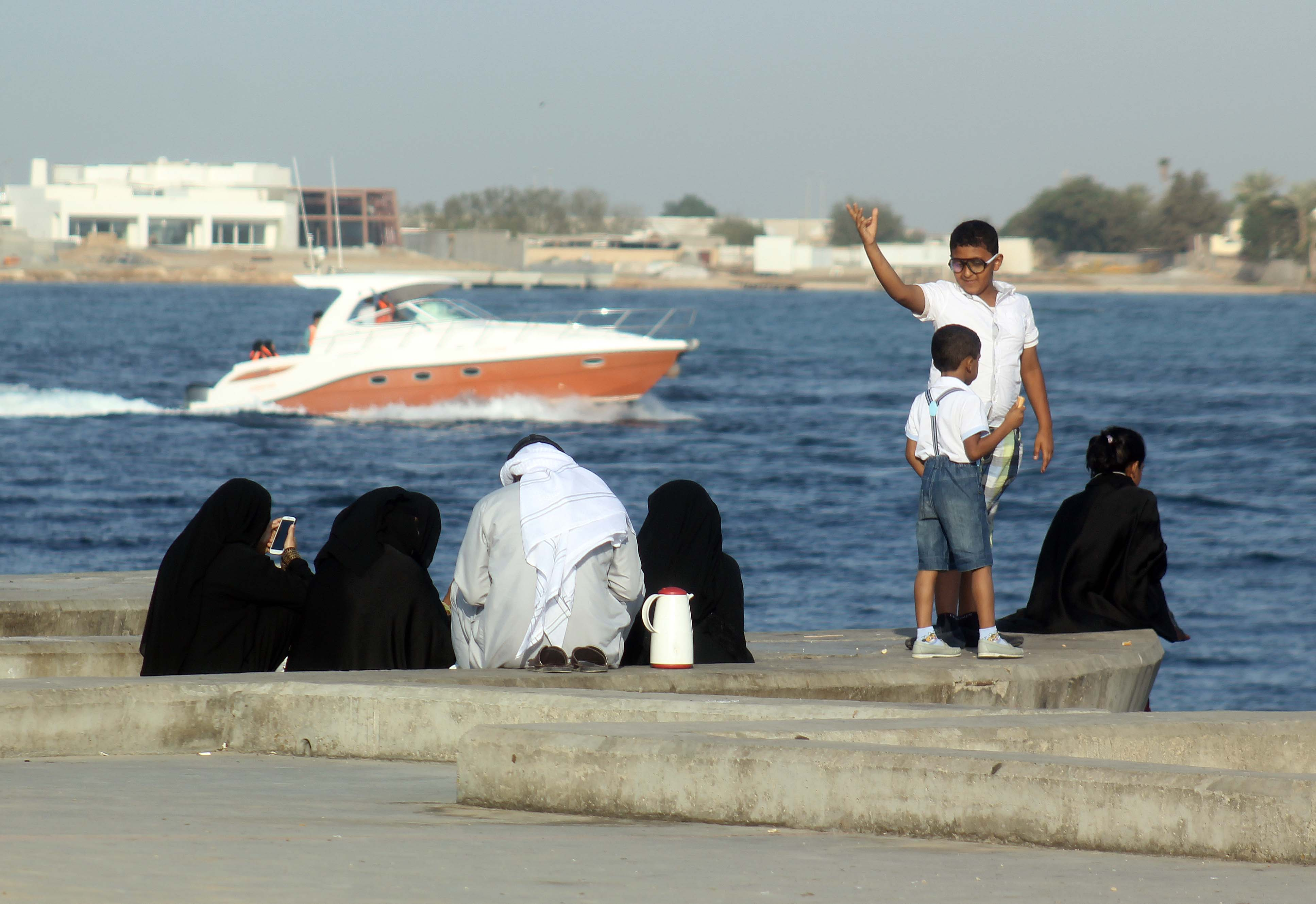
عائلة سعودية في مدينة جدة

مؤشر نسبة سكان الريف إلى مجموع عدد السكان منذ 1962 إلى 2011

كل السعوديون مسلمين، حيث يشكل الإسلام العقيدة الرسمية للشعب السعودي، وأغلبية السكان في السعودية من أهل السنة والجماعة، وحوالي 10% إلى 15% من السكان من الشيعة والذين ينقسمون بدورهم إلى شيعةٍ اثنا عشرية في المنطقة الشرقية، وشيعةٍ إسماعيلية في الجنوب السعودي.

### التركيبة السكانية
يتألف المجتمع السعودي من ثلاث فئات هي البادية، والريف، والحاضرة. يمثل البدو 21,77% والريفيون 26,87% بينما تمثل فئة الحضر نحو 51,36%، وتعتبر الأسر في الحاضرة أسرة نواة فهي غالباً لا تضم سوى الوالدين والأطفال والاجداد في حين تتواجد الأسر الممتدة في الريف والبادية.

### اللغة
أغلبية السعوديين يتحدثون اللغة العربية كما أن نسبة منهم يتحدثون اللغة المهرية، واللغة الخولانية. تنقسم اللهجات في السعودية حسب مناطق تمركز السكان إلى اللهجة الحجازية في المنطقة الغربية، واللهجة النجدية في المنطقة الوسطى، واللهجتين الحساوية والقطيفية في المنطقة الشرقية، واللهجة الجنوبية في المنطقة الجنوبية.